# Nakota

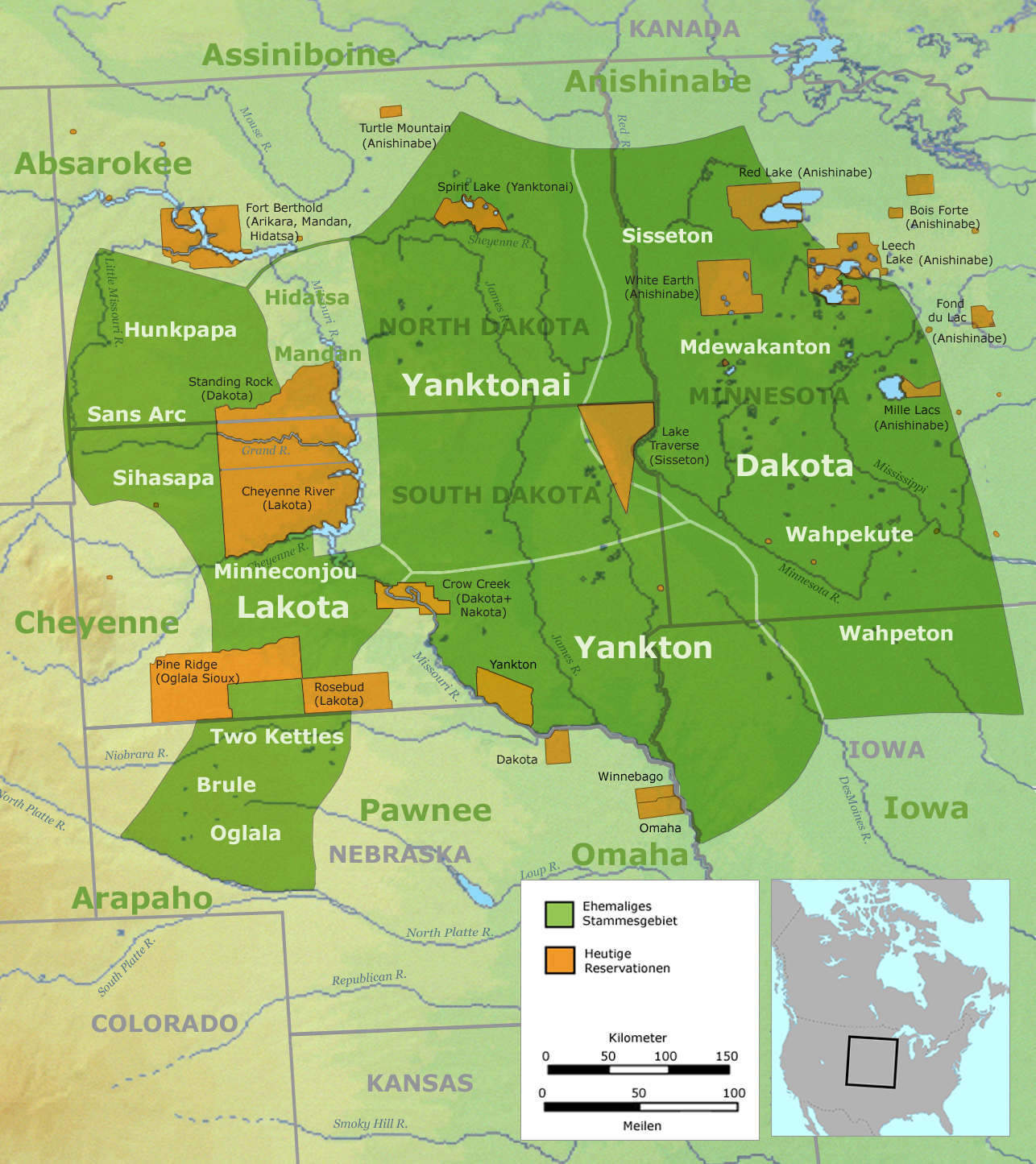
Tidigare utbredning av Siouxfolken, grannstammar och dagens reservat.

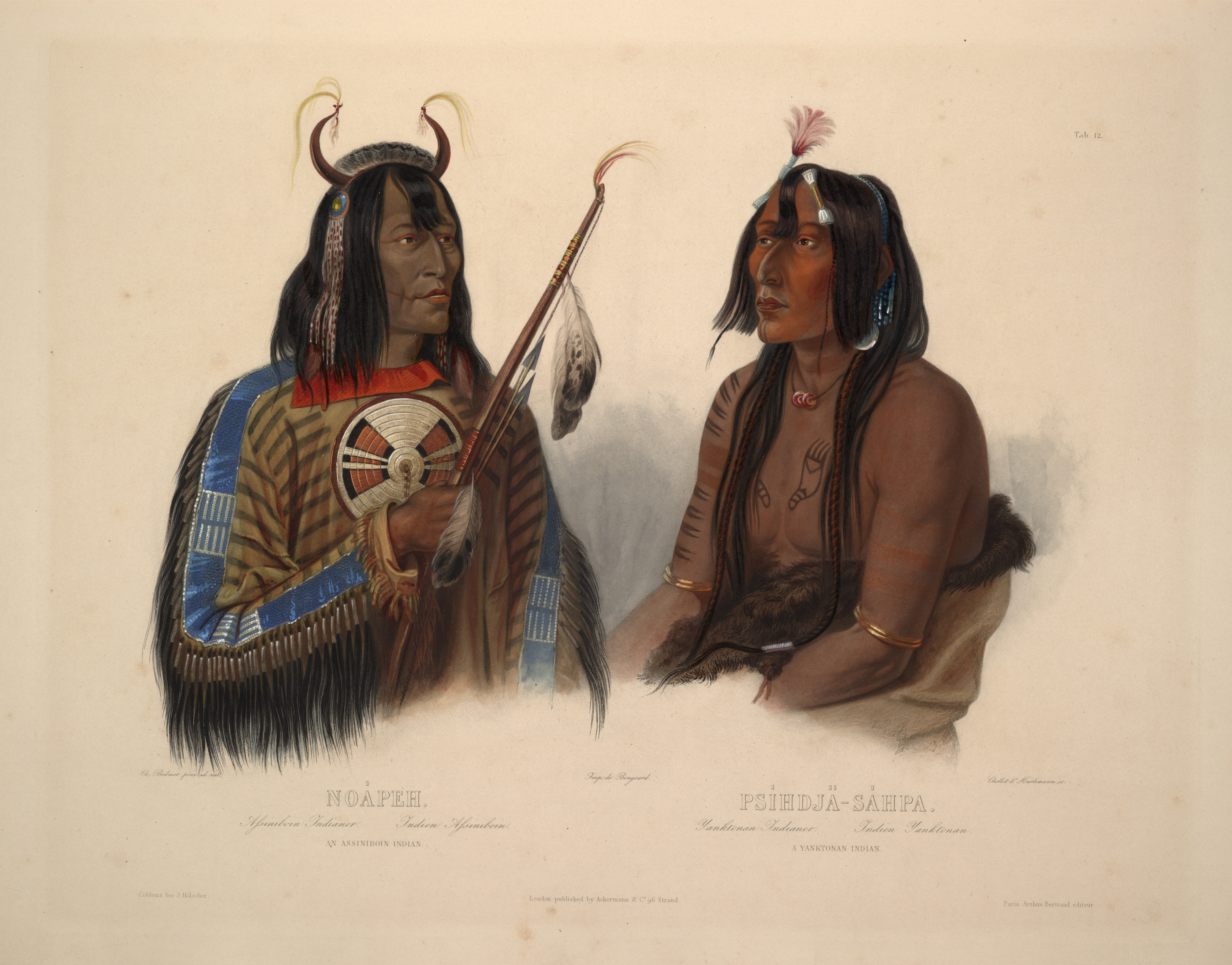
En assiniboine och en yankton. Efter Karl Bodmer 1840-1843.

Nakota - egentligen dakhótha - eller Yankton-Yanktonai är en prärieindiansk stamgrupp som tillhör siouxfolket och talar en dialekt av Sioux-Assiniboine-Stoney inom siouxspråken. De utgör den mellersta av de tre huvudgrupper i vilka siouxerna på historiska och språkliga grunder brukar indelas. De två andra huvudgrupperna är dakota och lakota. 
Nakotaspråket är en n-dialekt, men använder d i vissa sammanhang, bland annat i början på ord. Därför är nakotas historiska endonym dakota. Några amerikanska etnografer började felaktigt använda ordet nakota som namn på denna stamgrupp och vid slutet av 1900-talet började många siouxer själva, när de talade engelska, använda denna term. Nakhóta är dock egentligen endonymen för assiniboine och stoney.

## Stammar
Nakota bestod av två stammar.
- Yankton
- Yanktonai